# Клаггес, Дитрих
Дитрих Кляггес (нем. Dietrich Klagges; 1 февраля 1891, Херде, Германская империя — 12 ноября 1971, Бад-Гарцбург, ФРГ) — немецкий политический деятель, член НСДАП, премьер-министр Брауншвейга и рейхскомиссар оккупированного нацистской Германией региона Дон-Волги.

## Биография
Дитрих Кляггес родился 1 февраля 1891 года в городе Херде в регионе Рур. В молодости он изучал право и экономику, а затем начал карьеру учителя. В годы Первой мировой войны он служил в армии, а после её завершения занялся политической деятельностью.
Кляггес присоединился к НСДАП в 1920-х годах и вскоре стал одним из ведущих деятелей партии в регионе. В 1933 году, после прихода нацистов к власти, он был назначен премьер-министром Брауншвейга, где активно проводил политику национализации всех сфер общественной жизни.

## Вторая мировая война
Во время Второй мировой войны Дитрих Кляггес был назначен рейхскомиссаром Дон-Волги, региона, оккупированного немецкими войсками в ходе войны. На этом посту он отвечал за административное управление оккупированными территориями и участие в эксплуатации местных ресурсов в интересах нацистской Германии.

## После войны
После окончания войны Кляггес был арестован союзниками и предстал перед судом по обвинению в военных преступлениях. Он был приговорён к тюремному заключению, однако отсидел лишь часть срока и был освобождён в 1950-е годы. После освобождения он жил в относительной безвестности и умер в 1971 году.